# Чандра, Акшат
Акшат Чандра (род. 28 мая 1999, Нью-Дели) — американский шахматист, гроссмейстер (2017).
Серебряный призёр командного чемпионата США 2013 года.
С апреля 2014 года (14 лет) Чандра имел наиболее высокий национальный рейтинг в быстрые шахматы среди молодых (U21) шахматистов США.
Чандра — плодотворный писатель; он задокументировал свой путь от уровня новичка до уровня гроссмейстера в своем блоге Quest to GM, который затем был перенесен на его личный сайт после получения звания GM.
Он также самый молодой постоянный писатель для самого посещаемого шахматного медиа-сайта в мире, Chessbase, а также размещал статьи на официальном сайте USCF.

## Спортивные достижения
| Год  | Город       | Турнир | + | − | = | Результат | Место  |
| ---- | ----------- | ------ | - | - | - | --------- | ------ |
| 2014 | Нью-Йорк    |        | 4 | 0 | 5 | 6½ из 9   | [ 7 ]  |
| 2015 | Филадельфия |        | 4 | 0 | 5 | 6½ из 9   | [ 8 ]  |
| 2016 | Нью-Йорк    |        | 6 | 1 | 2 | 7 из 9    | [ 9 ]  |
|      | Сент-Луис   |        | 4 | 0 | 5 | 6½ из 9   | [ 10 ] |
|      |             |        |   |   |   | из        |        |

## Изменения рейтинга
| Графики недоступны из-за технических проблем. См. информацию на Фабрикаторе и на mediawiki.org. |